# Ryzyko rynkowe
Ryzyko rynkowe (ang. market risk), zwane również ryzykiem systematycznym (ang. systematic risk), systemowym lub ryzykiem niedywersyfikowalnym – możliwość poniesienia straty lub niekorzystnej zmiany sytuacji finansowej wynikającą bezpośrednio lub pośrednio z wahań poziomu i wahań zmienności rynkowych cen aktywów, zobowiązań i instrumentów finansowych.
Jest spowodowane czynnikami ogólnogospodarczymi (ustrój gospodarczy, polityka, czynniki koniunkturalne) oraz losowymi (np. inflacja i wojna). Czynniki te mają wpływ na cały rynek. W związku z tym ryzyka systematycznego nie da się zmniejszyć ani wyeliminować. Ryzyko rynkowe (systematyczne) ma swoje źródło w siłach, od których nie da się uniezależnić, takich jak ogólna kondycja gospodarki.
Ryzyko rynkowe dotyczy ogółu społeczeństwa. W zależności od sfery finansów na jaką oddziałuje będzie nieco odmiennie definiowane:
- W finansach przedsiębiorstw – jest to ryzyko poniesienia straty w wyniku zmiany wartości aktywów będących przedmiotem obrotu i znajdujących się w posiadaniu przedsiębiorstwa, do którego można zaliczyć m.in. ryzyko kursowe (walutowe), ryzyko stopy procentowej, ryzyko płynności instrumentów finansowych, ryzyko cen towarów, ryzyko wycofania kapitału, ryzyko bankructwa[5].
- W finansach publicznych w odniesieniu do zarządzania długiem publicznym – można je określić jako zmianę wartości portfela zadłużenia oraz kosztów jego obsługi wywołaną zmianami podstawowych „wskaźników cenowych” występujących na rynku, a więc stóp procentowych, kursu walutowego oraz inflacji[6].
- W rachunkowości – to ryzyko zmiany wartości godziwej składników majątku przedsiębiorstwa lub przyszłych przepływów pieniężnych związanych z jego działalnością w wyniku zmiany cen rynkowych[7].

Omawiane pojęcie może też oznaczać ryzyko możliwych strat, dotyczące pozycji bilansowych oraz pozabilansowych, powstałe na skutek zmian cen rynkowych. Jednym ze sposobów mierzenia ryzyka rynkowego jest obliczanie wartości Value at risk.
Najbardziej brutalnym przejawem ryzyka systematycznego są kryzysy giełdowe, podczas których akcje tracą na wartości większość tego co zyskały czasem przez lata wzrostów. Przykładem takich kryzysów jest Czarny Poniedziałek z 1987, kryzys azjatycki z 1997 lub kryzys z 2007 związany z amerykańskimi kredytami hipotecznymi i kredytami subprime.
W Polsce duży portfel kredytów denominowanych do franka szwajcarskiego (CHF) z lat 2004–2009 oraz gwałtowny wzrost kursu tej waluty do złotego (CHFPLN) w latach 2009–2016 spowodowały znaczny wzrost ryzyka systemowego na rynku finansowym.